# Ramón Seoane y Ferrer
Ramón Seoane y Ferrer (Madrid, 1858-Madrid, 1928) fue un escritor, político e historiador español. Senador en las Cortes de la Restauración, ostentó el título nobiliario de segundo marqués de Seoane.

## Biografía
Nació en 1858 en Madrid. Marqués de Seoane, publicó Correspondencia epistolar entre don José de Vargas Ponce y don Juan Agustín Ceán Bermúdez (Madrid, 1905) y Navegantes guipuzcoanos (Madrid, 1908). En su faceta de político ocupó el cargo de senador por la provincia de Guipúzcoa en 1905-1907 y en 1918. Falleció el 24 de febrero de 1928 en Madrid. En 1888 había contraído matrimonio con Joaquina de Ligués y Bález, marquesa de Alhama, con quien tuvo un hijo, que no les sobrevivió, pues murió joven.